# Веселин Петров
Веселин Маринов Петров е български инженер, офицер, генерал-майор от МВР (след 2006 г. главен комисар).

## Биография
Роден е на 17 май 1955 г. в София. Има инженерно образование. През 1984 г. започва работа в МВР. Известно време е разузнавач в отдел „Криминален“ на второ РПУ в София. След това е инспектор, началник на група и началник на сектор в направление „Криминално“. Между декември 1998 и май 2000 г. е началник на РДВР-Сливен. В периода май 2000 г.-януари 2008 г. е директор на РДВР-Варна. На 8 ноември 2002 г. е удостоен със звание генерал-майор от МВР.. До 1 юли 2008 г. е началник на Национална служба „Полиция“.